# Obages palparis
Obages palparis är en skalbaggsart som beskrevs av Francis Polkinghorne Pascoe 1866. Obages palparis ingår i släktet Obages och familjen långhorningar. Inga underarter finns listade i Catalogue of Life.